# Magdagacsi
Magdagacsi (oroszul: Магдагачи) városi jellegű település Oroszország ázsiai részén, az Amuri területen, a Magdagacsi járás székhelye. Népessége: 10 897 fő (a 2010. évi népszámláláskor).
Evenki eredetű neve talán elhalt kidőlt fákkal borított területre utal.

## Elhelyezkedése
Blagovescsenszk területi székhelytől 481 km-re északnyugatra, az azonos nevű folyó partjához közel helyezkedik el. Vasútállomás a transzszibériai vasútvonalon. A legközelebbi város, Zeja 169 km-re fekszik.
Magdagacsitól északra, a vasútvonal és az Urkan folyó jobb partja között dombos, nagyrészt erdővel borított természetvédelmi terület húzódik (112 500 ha).

## Története

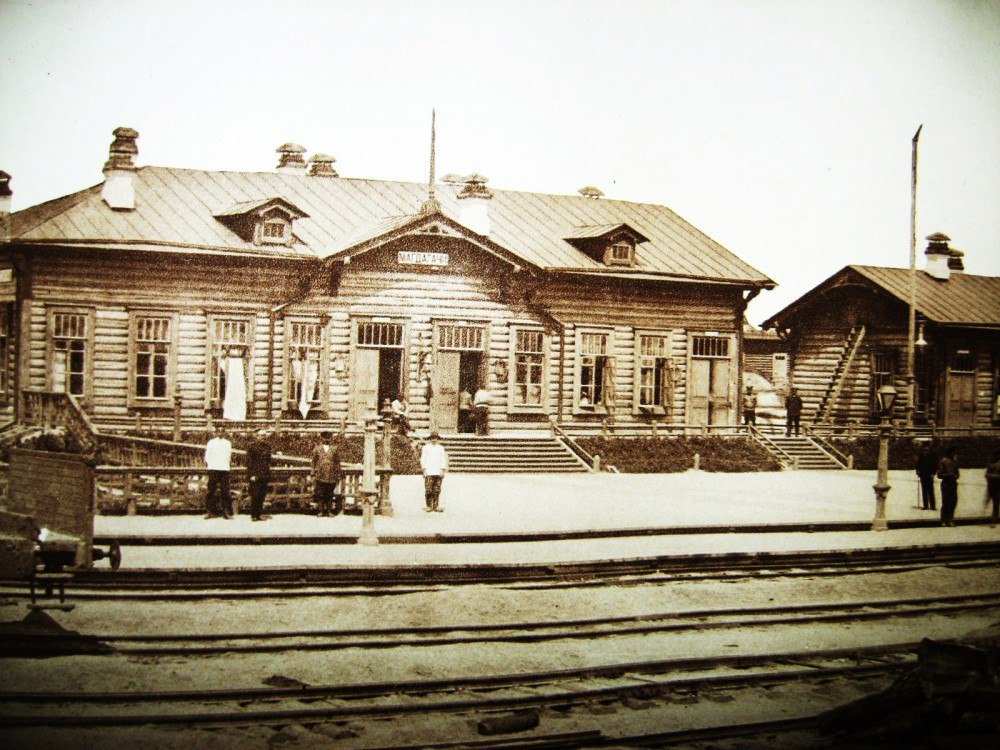
Az egykori vasútállomás

A vasútvonal kiépítésekor, 1910-ben keletkezett, 1938 óta városi jellegű település. A járást 1948-ban csatolták az Amuri területhez, de Magdagacsi csak 1977-ben lett a járás székhelye. Gazdaságát napjainkban is a vasútvonal kiszolgálása, mozdonyjavító műhely, valamint a fakitermelés és fafeldolgozás jellemzi.